# Mnester
Mnester, auch Marcus Lepidus Mnester († 48, wohl in Rom), war ein populärer römischer Pantomime.

## Leben
Mnester war ein berühmter römischer Pantomimus. Als seine schauspielerische und tänzerische Leistung ist die Aufführung des Mythos von Kinyras und Myrrha historisch greifbar. In der Regierungszeit des Kaisers Tiberius wurde er bekannt. Aufgrund seines guten Aussehens soll er mit Kaiser Caligula, der ihn bei Theateraufführungen öffentlich zu küssen pflegte, ein homosexuelles Verhältnis gehabt haben. Unter Caligulas Nachfolger Claudius dauerte seine Beliebtheit am kaiserlichen Hofe fort. Poppaea Sabina die Ältere zählte ihn zu ihren Liebhabern ebenso wie Valeria Messalina, Claudius’ Gattin, die Poppaea Sabina als Nebenbuhlerin aus dem Weg räumen und aus eingeschmolzenen Caligula-Münzen eine Bronzestatue ihres Favoriten herstellen ließ. Weil Mnester sich anfangs weigerte, mit ihr intim zu verkehren, soll sie ihn – wie Cassius Dio berichtet – durch einen Befehl ihres unwissenden Gatten zum Beischlaf genötigt haben. Claudius’ Befehl besagte in allgemeiner Form, dass Mnester ihr gefügig sein solle. Während der Zeit ihrer engen Beziehung sorgte Messalina dafür, dass Mnester dem Theater fernblieb, was zu kritischen öffentlichen Anfragen gegen den Kaiser führte.
Als Claudius im Jahr 48 von seinem Kanzleileiter Narcissus mitgeteilt wurde, dass Messalina in dem Politiker Gaius Silius einen neuen Geliebten gefunden und diesen in seiner Abwesenheit öffentlich geheiratet habe und dass beide ihn stürzen wollten, ließ der Kaiser das Paar ergreifen und hinrichten. Neben anderen Vertrauten Messalinas kam in diesem Zusammenhang auch Mnester auf eine Liste von Personen, denen die Hinrichtung drohte. In dem anschließenden Verfahren wurde Mnester der Mitwirkung oder Mitwisserschaft am Umsturzversuch sowie des Beischlafs mit der Kaisergattin bezichtigt. Diesbezüglich versuchte Mnester, Claudius milde zu stimmen, indem er auf seine Unschuld bei Messalinas Umsturzversuch pochte und plausibel damit argumentierte, dass er als Ex-Liebhaber Messalinas kaum Interesse daran gehabt haben könne, weil im Fall der Herrschaftsübernahme durch Gaius Silius sein eigenes Leben bedroht gewesen wäre. Um seine Unschuld am Beischlaf mit der Kaiserin zu unterstreichen, wies er darauf hin, dass er, Mnester, auf Claudius’ kaiserlichen Befehl Messalinas Wünsche erfüllen sollte. Diese Hinweise sollen zunächst gewirkt haben, der Kaiser wurde unschlüssig und neigte dazu, Mnester zu verschonen. Allerdings sollen Freigelassene, die am kaiserlichen Hofe verkehrten, Claudius erneut umgestimmt und – unter Vergleich der hohen sozialen Stellung anderer Todeskandidaten mit Mnesters geringerer sozialen Stellung als Schauspieler – davon überzeugt haben, dass Mnester den Tod verdiene. Daher sei er schließlich doch hingerichtet worden.
Nicht zu verwechseln ist dieser Mnester mit einem Freigelassenen gleichen Namens im Haushalt Agrippinas der Jüngeren, der nach den Annales des Tacitus bei der Kremation seiner Herrin Suizid beging.

## Rezeption
Verschiedene Autoren der Antike rezipierten Mnesters tragische Gestalt:
- Cassius Dio, Römische Geschichte 60, 28, 4–5; 60, 31, 5.
- Juvenal, Saturae 6.
- Seneca, Apocolocyntosis 13, 4.
- Sueton, Caligula 36, 1; 57, 4.
- Tacitus, Annalen 11, 4, 1; 11, 36, 1.

In der Neuzeit erwachte das Interesse an ihm. Unter anderem folgende Veröffentlichungen behandelten ihn:
- Daniel Casper von Lohenstein: Agrippina (1665)
- David Faßmann: Gespräche in dem Reiche derer Todten (1724, 1725)
- Johannes Scherr: Menschliche Tragikomödie (1884)
- Franz Blei: Himmlische und irdische Liebe in Frauenschicksalen (1928)

1951 spielte Jean Tissier die Rolle des Mnester in Carmine Gallones Streifen Messalina, 1968 verkörperte ihn Mark Hawkins in der britischen Fernsehserie The Caesars. In den 1970er Jahren wurde seine historische Gestalt in der TV-Serie Ich, Claudius – Kaiser und Gott (1976) von dem britischen Schauspieler Nicholas Amer (1923–2019) interpretiert, außerdem in dem Film Caligula (1979) von dem Schauspieler Rick Parets. Nicolas Le Riche kreierte für die Pariser Oper das Ballett Caligula (2005), in dem die Figur Mnesters, verkörpert durch Stéphane Bullion (* 1980), ebenfalls interpretiert wurde.